# Турецко-португальские войны
Португало-турецкие войны или Португало-османские войны — серия разных военных столкновений между Королевством Португалия и Османской империей, или европейскими странами и Османской империей, в которых участвовали Вооружённые силы Португалии. Некоторые из этих войн были кратковременными, другие же продолжались годами. Большинство конфликтов происходило в Индийском океане в процессе колониальной экспансии Португалии. В этих войнах также участвовали местные страны. С 1538 году Султанат Адал, при помощи сомалийского государства Аджуран и Османской империи боролся против Эфиопской империи. Эфиопов поддержали португальцы, которыми командовал Криштован да Гама, сын известного исследователя Васко да Гама. Эта война известна как Адало-эфиопская война.
Список войн:
- Крестовый поход против Османской империи (1396)
  - Битва при Никополе (1396)
- Османское вторжение в Италию (1480—1481)
  - Португальская экспедиция в Отранто (1481)
- Португало-египетская война:
  - Битва при Каннануре (1506)
  - Битва при Диу (1509)
  - Португальское завоевание Гоа (1510)
- Осада Джидды (1517)
- Осада Диу (1531)
- Тунисская война (1535)
- Турецко-венецианская война (1537—1540)
  - Сражение у Превезе
- Португало-турецкая война (1538—1557)
  - Адало-эфиопская война
- Португало-турецкая война (1558—1566)
- Османская экспедиция в Ачех
  - Осада Малакки (1568)
- Битва при Эль-Ксар-эль-Кебире (1578)
- Португало-турецкая война (1580—1589)
- Турецко-венецианская война (1714—1718)